# كيفن غامبل
كيفن غامبل (بالإنجليزية: Kevin Gamble)‏ مواليد 13 نوفمبر 1965 في سبرينغفيلد، هو مدرب كرة سلة أمريكي ولاعب سابق. بدأ مسيرته الاحترافية في سنة 1987. تم اختياره من قبل فريق بورتلاند ترايل بلايزرز خلال الدرافت. يبلغ طوله 6 قدم 5 بوصة (2.0 م). اعتزل اللعب في 1997. أحرز خلال مسيرته في الإن بي إيه 6154 نقطة بمعدل 9.5 نقاط في المباراة الواحدة.

## المسيرة الاحترافية
لعب مع بورتلاند ترايل بلايزرز في سنة 1987، ثم لعب مع بوسطن سيلتكس من سنة 1988 إلى 1994، ثم لعب مع ميامي هيت من سنة 1994 إلى 1996، ثم لعب مع سكرامنتو كينغز في سنة 1997.

## روابط خارجية
- كيفن غامبل على موقع إن بي أي (الإنجليزية)
- كيفن غامبل على موقع سبورتس رفرنس (الإنجليزية)
- كيفن غامبل على موقع كرة السلة الأوروبية.كوم (الإنجليزية)
- كيفن غامبل على موقع كلية كرة السلة في سبورتس رفرنس.كوم (الإنجليزية)
- كيفن غامبل على موقع ريلجم (الإنجليزية)
- كيفن غامبل على موقع بروبوليرز (الإنجليزية)